# Luis Arráez Martínez
Luis Arráez Martínez (Almansa, 21 d'abril de 1895 - Alacant, 12 de juliol de 1940) va ser un polític socialista espanyol, afusellat per rebel·lió per les autoritats franquistes.
Militant del Partit Socialista Obrer Espanyol a Elda, ciutat a la qual s'havia desplaçat la família, abans de l'arribada de Primo de Rivera va ser candidat a regidor, encara que no fou elegit fins al 1931 a les eleccions d'abril. Proclamada la República aquest mateix any, va ser compromissari per a l'elecció del President de la República. També fou membre de la Comissió Executiva de la Federació Regional Socialista de Llevant i Secretari General de la Federació Provincial Socialista d'Alacant.
En declarar-se la Guerra Civil va ser Conseller President de la Diputació Provincial d'Alacant durant un breu període, fins que va acabar d'organitzar-se el territori republicà. També va ocupar el càrrec de Governador Civil de les províncies de Toledo, Màlaga i Almeria.
A les acaballes de la guerra, destinat de nou a Alacant, va ser Comissari del Batalló de Rereguarda encarregat, al costat d'altres, de la defensa de la capital alacantina. Amb la Divisió Littorio italiana a les portes de la ciutat, tractà de fugir abans de la caiguda l'1 d'abril. Capturat per les tropes franquistes i internat al Camp de concentració dels Ametllers, va ser acusat de rebel·lió, jutjat i afusellat a les tàpies del cementiri d'Alacant al juliol de 1940.